# Cladophantis
Cladophantis is een geslacht van vlinders van de familie sikkelmotten (Oecophoridae), uit de onderfamilie Xyloryctinae.

## Soorten
- C. pristina Meyrick, 1925
- C. spilozeucta Meyrick, 1927
- C. xylophracta Meyrick, 1918